# Sabine Manke
Sabine Manke (* 15. Februar 1970 in Straußberg) ist eine deutsche Schauspielerin, Sängerin, Hörspiel- und Synchronsprecherin.

## Leben und Werk
Sabine Manke wuchs in Hoyerswerda auf. In Berlin studierte sie Gesang und Tanz, ehe sie 1995 für Just Friends bzw. GZSZ gecastet wurde. Für die Band Just Friends war sie von 1995 bis 1998 Sängerin. Des Weiteren ist Manke auch als Synchronsprecherin für verschiedene Fernsehserien tätig, beispielsweise in Tabaluga als Happy, in Unten am Fluss als Hannah die Maus, oder in Mittelland – Die Legende der Elfen als Luna. Manke war Tournee-Duettpartnerin von Udo Jürgens.
Sie hat zwei ältere Schwestern und einen jüngeren Bruder.

## Filmographie

### Synchronsprecherin
- 1999–2001: Unten am Fluss ... als Hannah
- 2000 – 2001:  X-DuckX – Extrem abgefahren ... als Ariel
- 2002 – 2008: Chalk Zone – Die Zauberkreide ... als Snap
- 2005: Invader Zim ... als G.I.R
- 2006: Oh, wie schön ist Panama ... als Maus
- 2010: Er-Shrek dich nicht! ... als Uhrwerk-Puppen

### Hörspielsprecherin
- 1997: Tabaluga ... als Happy
- 2000: Unten am Fluss ... als Hannah